# Sonnenfinsternis vom 2. Oktober 2024
Die ringförmige Sonnenfinsternis vom 2. Oktober 2024 spielte sich hauptsächlich über dem Südpazifik ab, nur gegen Ende überstrich die Finsternis den südamerikanischen Kontinent in Patagonien von West nach Ost. Das Maximum der Finsternis ereignete sich über dem Pazifik nordwestlich der Osterinsel, die Dauer der ringförmigen Phase betrug dabei 7 Minuten und 25 Sekunden.
Die Finsternis gehörte zum Saros-Zyklus mit der Nummer 144, der ausschließlich ringförmige und rein partielle Finsternisse umfasst. Die Dauer der ringförmigen Phase wird bei den folgenden Finsternissen dieses Zyklus in den nächsten 150 Jahre auf fast 10 Minuten anwachsen.

## Verlauf
Die ringförmige Phase der Finsternis begann im Pazifik südlich von Hawaii. Dort konnte in Honolulu bei entsprechender Witterung um 16:45 UT ein Sonnenaufgang mit etwa halb verdeckter Sonnenscheibe beobachtet werden. Von dort verlief der Pfad mit ringförmiger Sichtbarkeit in Richtung Südosten und erreichte etwa zwei Stunden später über dem Südpazifik das Maximum. Nur wenig später überstrich der Schattenpfad die Osterinsel, wo in Orongo der Mond 6 Minuten und 20 Sekunden lang zentral vor der Sonne stand.
Ungefähr 1,5 weitere Stunden später um etwa 20:18 UT erreichte der Schattenpfad das südamerikanische Festland an der Taitao-Halbinsel. Der auf dieser Halbinsel liegende Nationalpark Laguna San Rafael lag in der Zone mit ringförmiger Sichtbarkeit. Auf der Zentrallinie dauerte die ringförmige Phase dort etwas mehr als 6 Minuten und 20 Sekunden. Anschließend überstrich der Schattenpfad die argentinische Provinz Santa Cruz und erreichte in Puerto Deseado den Atlantik. Dort konnte die ringförmige Phase für 3 Minuten und 48 Sekunden gesehen werden. Dabei sand tdie Sonne am späten Nachmittag um 17:29 Uhr Ortszeit (20:29 UT) noch etwa 20 Grad über dem Horizont.
Weniger als eine Stunde später zog der Schattenpfad nördlich der Falklandinseln vorbei. In Stanley konnte die etwas mehr als zu 80 % verdeckte Sonne während des Sonnenuntergangs beobachtet werden. Die Finsternis endet um ungefähr 21:46 UT, etwa 625 Kilometer nördlich von Südgeorgien im Atlantik.